# Arab News
Arab News es un diario angloparlante de Arabia Saudita. Se publica desde Riad y es un periódico de gran formato cuya audiencia objetivo consiste de empresarios, ejecutivos y diplomáticos.
Arab News fue fundado en Jeddah el 20 de abril de 1975 por Hisham Hafiz y su hermano Mohammad Hafiz. Fue el primer diario en inglés publicado en Arabia Saudita. En abril de 2018, anunció el traslado de su sede de Jeddah a Riad.
Arab News es una de las publicaciones propiedad de Saudi Research and Publishing Company (SRPC), una subsidiaria de Saudi Research and Marketing Group (SRMG). Su eslogan es The Voice of a Changing Region (La voz de una región cambiante).

## Contenido
Arab News ofrece una variedad de noticias que van desde política y finanzas hasta eventos deportivos y sociales. Publicó un artículo de opinión escrito en el primer aniversario de los ataques del 11 de septiembre por Rasheed Abu Alsamh quien comentó:

Primero, debemos dejar de negar que cualquiera de los secuestradores eran sauditas o incluso árabes. También debemos dejar de decir que los ataques del 11 de septiembre fueron un complot sionista de la CIA para hacer que los árabes y el Islam se vieran mal. Eso no tiene sentido. Debemos ser lo suficientemente maduros y responsables como para admitir que estas mentes enfermas que tramaron y perpetraron estos ataques cobardes fueron, lamentablemente, producto de un punto de vista retorcido de nuestra sociedad y nuestra religión... Debemos detener el odio que se enseña a nuestros hijos en las escuelas.

El 8 de mayo de 2011, Hassan bin Youssef Yassin, un antiguo asistente del ministro de Asuntos Exteriores, Saud bin Faisal, escribió en Arab News que los países árabes habían fracasado miserablemente en ofrecer democracia o bienestar económico.
En mayo de 2017, Arab News entró en una asociación con YouGov, firma británica de encuestas en línea. Según un comunicado de prensa conjunto, el objetivo de la asociación es "examinar los corazones y las mentes del público en Oriente Medio y más allá". Stephan Shakespeare, director ejecutivo de YouGov, dijo que la asociación daría lugar a una investigación valiosa sobre la opinión pública en una parte del mundo donde dicha información es rara. Al anunciar el acuerdo, el editor en jefe de Arab News, Faisal J. Abbas, dijo: “En una era de ciclos de noticias de rápido movimiento, sobrecarga de información y 'noticias falsas', no podría haber un mejor momento para que una marca de medios invierta en calidad y credibilidad investigaciones como la producida por YouGov ". Algunos de los estudios producidos como resultado de esta asociación mostraron que el 81 por ciento de los estadounidenses no pueden ubicar el mundo árabe en un mapa y que la mayoría de los sauditas apoyan la decisión para permitir que las mujeres conduzcan.
Sin embargo, el periódico ha contribuido en gran medida al desarrollo de un culto a la personalidad en torno a los principales príncipes saudíes y funcionarios gubernamentales como el Rey Salman y, aún más, el Príncipe Heredero Mohammed bin Salman en los círculos realistas.

## Controversia
Aunque el periódico es propiedad de SRMG que está cerca del gobierno saudita, hay algunos incidentes en los que el gobierno despide a los periodistas del periódico. En marzo de 1992, el editor en jefe de Arab News, Khalid Almeena fue despedido brevemente por reimprimir una entrevista con el líder musulmán egipcio Sheikh Omar Abdel-Rahman que había sido publicada en un diario estadounidense.
El otro incidente controvertido ocurrió en abril de 2007, cuando el periodista Fawaz Turki fue despedido por publicar una columna sobre las atrocidades de Indonesia durante su ocupación de Timor Oriental entre 1975 y 1999. También se informó que Turki había sido advertido previamente por las autoridades sauditas relacionadas para detener sus críticas sobre el presidente egipcio Hosni Mubarak.

## Distribución
Además de su distribución nacional en Arabia Saudita , Arab News tiene planeado tener una amplia gama de distribución internacional, incluidos Pakistán, varias naciones del Medio Oriente, África del Norte, Europa y Estados Unidos.
En febrero de 2018, Arab News lanzó una edición digital pakistaní (Arab News Pakistan), con sede en Islamabad.
En octubre de 2019, Arab News lanzó una edición digital japonesa (Arab News Japan) que se publica en inglés y japonés como el primer medio de comunicación de Oriente Medio en Japón.